# Atome exotique
Un atome exotique se représente comme un atome « normal » dans lequel au moins une particule subatomique a été remplacée par une autre particule de même charge électrique : par exemple un pion négatif π− ou un muon à la place d'un électron. De telles configurations sont très instables, de sorte que ces atomes exotiques n'ont qu'une durée de vie très brève.

## Atome muonique
Un atome muonique résulte du remplacement d'un électron par un muon, qui est un lepton comme l'électron. Ces « atomes » sont plus petits que les atomes normaux car les muons sont plus massifs que les électrons et demeurent donc plus proches du noyau.
L'électrodynamique quantique joue un rôle central dans la distribution des niveaux d'énergie des muons dans ce type de structure.
Les muons n'étant pas sensibles à l'interaction forte, leurs propriétés à l'intérieur de « l'atome » résultant sont étroitement déterminées par l'interaction électromagnétique seule.

## Atome hadronique
Un atome hadronique résulte du remplacement d'un électron par un hadron, tel qu'un méson (notamment le pion et le kaon), un antiproton ou une particule Σ−.
Contrairement aux leptons, les hadrons sont soumis à l'interaction forte, de sorte que la distribution de leurs énergies dans ce type « d'atome » est influencée par le noyau. Les hadrons peuvent même être absorbés par le noyau s'ils entrent dans le rayon d'action de l'interaction forte, offrant des perspectives intéressantes pour étudier la chromodynamique quantique.

## Onium
Un onium désigne l'ensemble résultant de la liaison d'une particule avec son antiparticule :
- L'onium classique est le positronium, résultant de la liaison d'un électron avec un positron. C'est une structure métastable dont l'existence n'excède pas 100 ns et se termine par une annihiliation électron-positon.

- Le protonium résulte de la liaison d'un proton avec un antiproton.

- Le pionium résulte de la liaison de deux pions de signe opposé. C'est une structure utile pour étudier l'interaction forte.

- Le quarkonium résulte de la liaison d'un quark et de son antiquark, ce qui donne un méson plutôt qu'un « atome exotique » : le méson J/Ψ (fait d'une paire « charme-anticharme » cc) et le méson Υ (fait d'une paire « bottom-antibottom » bb) ; le méson fait d'une paire « top-antitop » tt n'existe pas du fait d'une durée de vie trop brève pour s'hadroniser.

## Muonium
Le muonium désigne un système formé d'un muon μ+ lié à un électron e−. C'est le seul atome exotique à avoir une durée de vie atteignant 2 µs.

## Atomes hypernucléaires
Il s'agit d'atomes qui possèdent dans leur noyau un hypéron, c'est-à-dire un baryon pourvu d'un quark strange mais dépourvu de quark charm et de quark bottom.